# A lie
A lie er en kortfilm, der er instrueret af Katrine Høyberg efter eget manuskript.

## Handling
Drømmen med eller uden grund, efter noget udefineret, hvor vil jeg finde og hvad, er jeg utaknemmelig? Tror nogen gange, tvivler for ofte på petitesser, der er basis for kernens frugt og det jeg ønsker at se, efter jeg har skabt i uendelig glæde og tilfredsstillelse, finder jeg mig selv i ønsket om at hærge, ødelægge for at bygge op og gå videre.